# Saxos forhistoriske kongerække
Den danske krønikeskriver Saxo har i sin Danmarkshistorie, en forhistorisk kongerække, som engang har været regnet for en historisk sandhed.
Nogle af kongerne kan identificeres med historiske personer, men dette er nærmere omtalt i de enkelte artikler om kongerne.
Navnene på kongerne er fra Peter Zeebergs oversættelse fra 2000. Saxos oprindelige latinske navne på kongerne er desuden tilføjet i parentes.

## Første bog
- Dan
- Humble (Humbletus)
- Løder (Lotherus)
- Skjold (Skyoldus), mytologisk stamfar.
- Gram
- Svibdag (Suibdagerus)
- Hadding (Hadingus)

## Anden bog
- Frode (Frotho)
- Halfdan (Haldanus)
- Roe og Helge (Roe et Helgo)
- Rolf Krake (Rolvo Krake)

## Tredje bog
- Høder (Hotherus)
- Balder (Balderus)
- Rørik (Roricus)

## Fjerde bog
- Viglek (Wiglecus)
- Vermund (Wermundus)
- Uffe (Uffo)
- Dan
- Huglek (Huglecus)
- Frode den Raske (Frotho Vegetus)
- Dan, mytologisk stamfar
- Fridlev den Rappe (Fridlevus Celer)

## Femte bog
- Frode Fredegod (Frotho)

## Sjette bog
- Hjarne (Hiarnus)
- Fridlev (Fridlevus)
- Frode (Frotho)
- Ingjald (Ingellus)

## Syvende bog
- Oluf (Olavus)
- Harald (Haraldus)
- Frode (Frotho)
- Halfdan Bjerggram (Haldanus Biargrammi)
- Ungvin (Unguinus)
- Sigvald (Sywaldus)
- Siger (Sygarus)
- Harald Hildetand (Haraldus Hyldetan)

## Ottende bog
- Harald Hildetand
- Ole (Olo)
- Ømund (Omundus)
- Sigvard (Sywardus)
- Jarmerik (Iarmericus)
- Broder (Broderus)
- Sigvald (Sywaldus)
- Snjo (Snio)
- Bjørn (Biorn)
- Harald I (Haraldus)
- Gorm (Gormo)
- Gøtrik (Gotricus)

## Niende bog
Herefter er en stor del af kongerne med sikkerhed historiske.
- Oluf (Olavus)
- Hemming (Hemmingus)
- Sigvard Ring (Siwardus Ring)
- Regner Lodbrog (Regnerus Lothbrog)
- Sigvard (Siwardus)
- Erik (Ericus)
- Erik (Ericus)
- Knud (Kanutus)
- Frode (Frotho)
- Gorm den Engelske (Gormo Anglici)
- Harald (Haraldus)
- Gorm den Gamle (Gormo)

## Tiende bog
Herefter er alle konger med sikkerhed historiske.
- Harald Blåtand (Haraldus)
- Sven Tveskæg (Sueno Furcatis Barbae)
- Knud den Store (Kanutus)
- Harde-Knud (Kanutus)
- Magnus den Gode (Magnus Boni)

## Ellevte bog
- Svend Estridsøn (Sueno Estrithae)
- Harald Hen (Haraldus)
- Knud den Hellige (Kanutus)

## Tolvte bog
- Oluf Hunger (Olvaus)
- Erik Ejegod (Ericus)

## Trettende bog
- Niels (Nicolaus)

## Fjortende bog
- Erik Emune (Ericus)
- Erik Lam (Ericus)
- Sven (Sueno), Knud (Kanutus) og Valdemar (Waldemarus)
- Valdemar (Waldemarus)

## Femtende bog
- Valdemar (Waldemarus)

## Sekstende bog
- Knud (Kanutus)